# Le Tonneau des danaïdes
Pour plus de détails, voir Fiche technique et Distribution.
Le Tonneau des danaïdes est un film de Georges Méliès sorti en 1900 au début du cinéma muet. Il dure un peu plus d'une minute.

## Synopsis
Un homme fait rentrer à tour de rôle huit femmes dans un tonneau.

## Fiche technique
- Réalisation, scénario et producteur : Georges Méliès
- Société de production : Star-Film
- Format : Muet - Noir et blanc - 1,33:1 - 35 mm
- Genre : Comédie
- Durée : 1 minute environ